# Capsicum chinense
Capsicum chinense Jacq., 1777 è una pianta della famiglia delle Solanacee, originaria della parte settentrionale del Sud America.
È una delle 5 specie domesticate del genere Capsicum, tra tutte quella che comprende i peperoncini più piccanti in assoluto, come l'Habanero, il Dorset Naga e lo Scotch Bonnet. Spesso l'intera specie viene detta "habanero", ma tale uso è scorretto, in quanto il termine "habanero" si riferisce ad una cultivar della penisola dello Yucatán, in Messico, con frutti dalla forma a lanterna.
La specie si è sviluppata probabilmente a partire dal bacino del Rio delle Amazzoni, e il più antico esemplare di C. chinense risale al 6.500 a.C., ed è stato rinvenuto nella grotta di Guitarrero in Perù.
Il primo europeo a notare la specie è stato Phillip Miller, nel libro Gardener's and Botanist's Dictionary, col nome di C. angulosum. Il nome moderno alla specie fu dato dal naturalista olandese Nikolaus von Jacquin nel 1777, in quanto la riteneva erroneamente provenire dalla Cina, nel suo lavoro Hortus botanicus vindobonensis.
C. chinense è la principale specie coltivata nella zona a est delle Ande e nei Caraibi.

## Descrizione
La caratteristica principale del C. chinense è la presenza nel frutto, a prescindere da forma e livello di piccantezza, dell'odore, simile all'albicocca, ed un sapore fruttato. La pianta è simile ad un piccolo albero, a crescita lenta. I fiori, bianchi o verdastri, con stami viola, possono essere campanulati, altro elemento distintivo della specie. Le foglie, larghe, carnose e rugose, possono avere una leggera peluria sulla pagina inferiore.
Data la propensione all'incrocio con C. annuum, sono in corso alcuni programmi per trasferire le caratteristiche di produzione (annuum) e resistenza (chinense) agli ibridi.

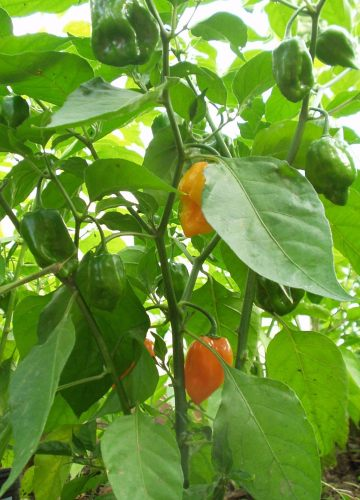
Pianta di Habanero arancione con frutti in varie fasi di maturazione
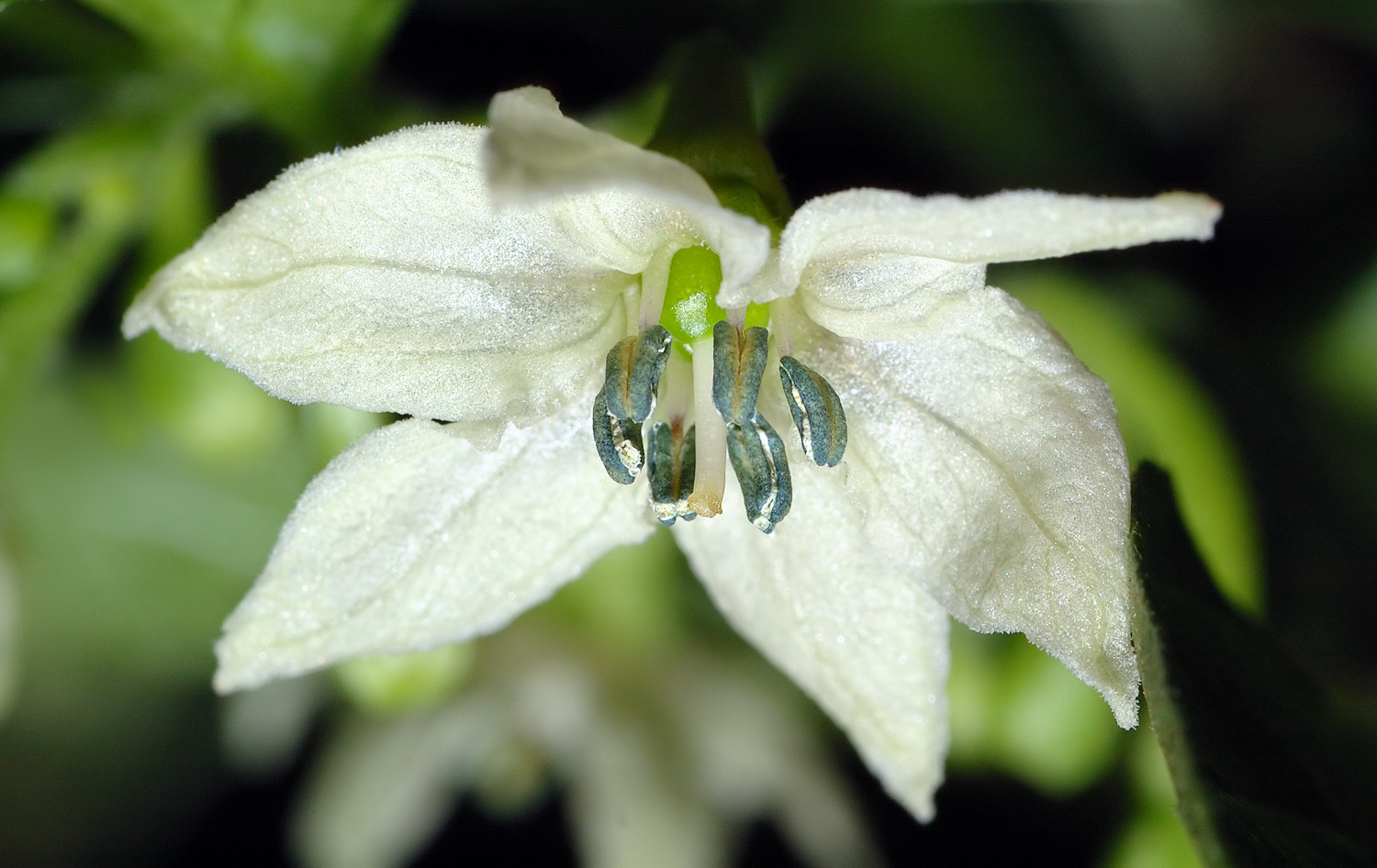
Fiore
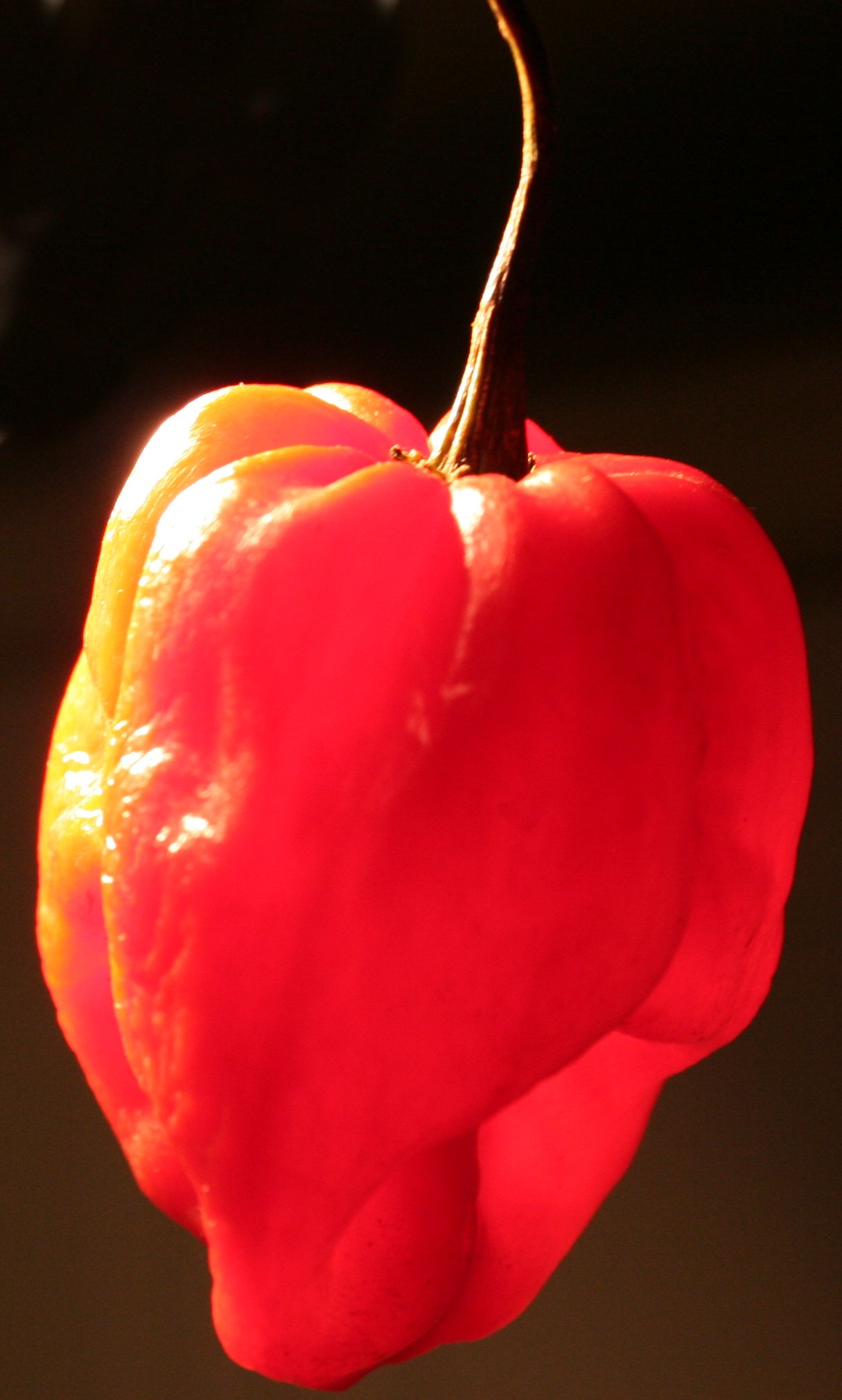
Scotch bonnet rosso
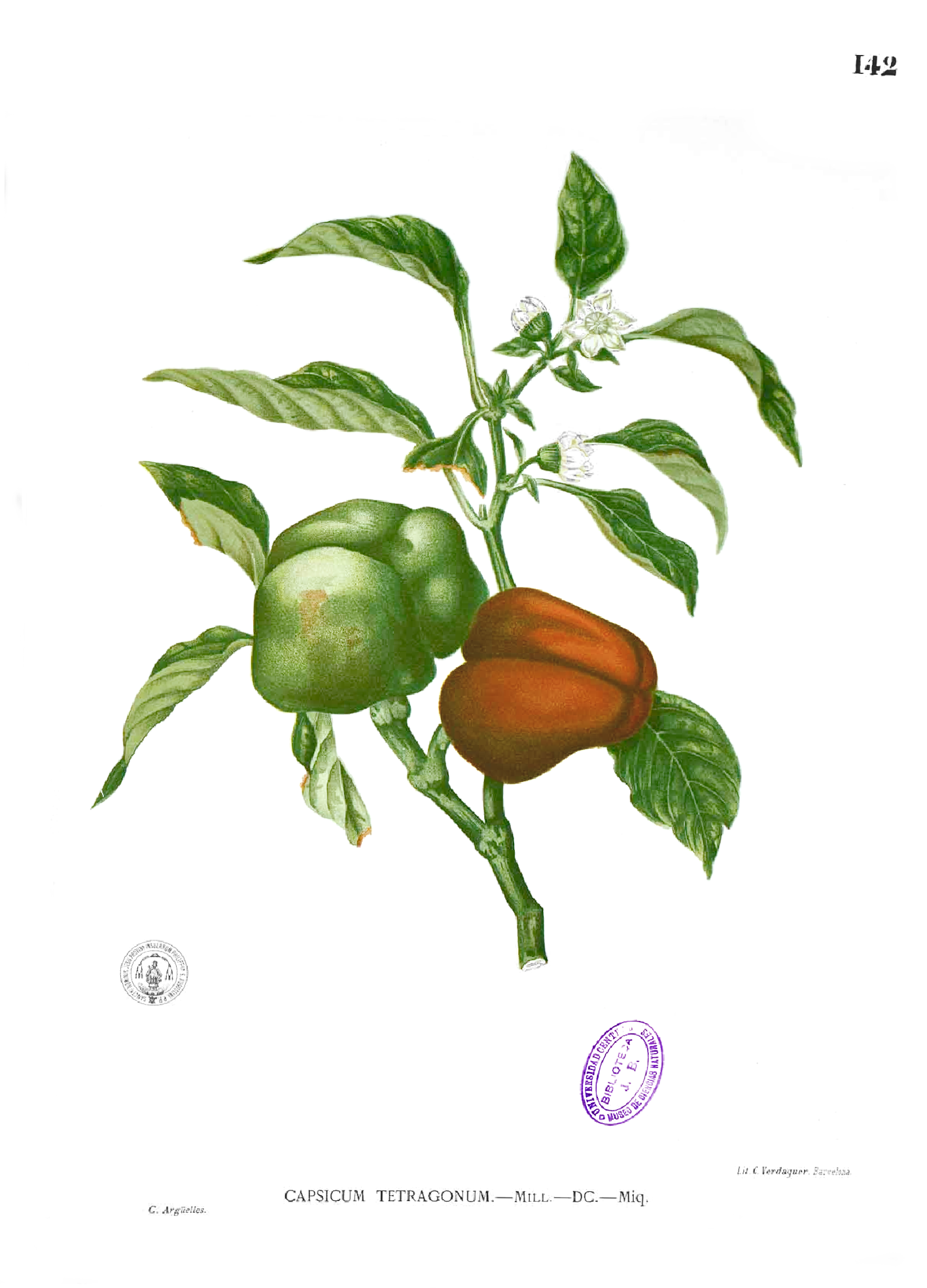
C. tetragonum, sinonimo della cultivar Scotch Bonnet
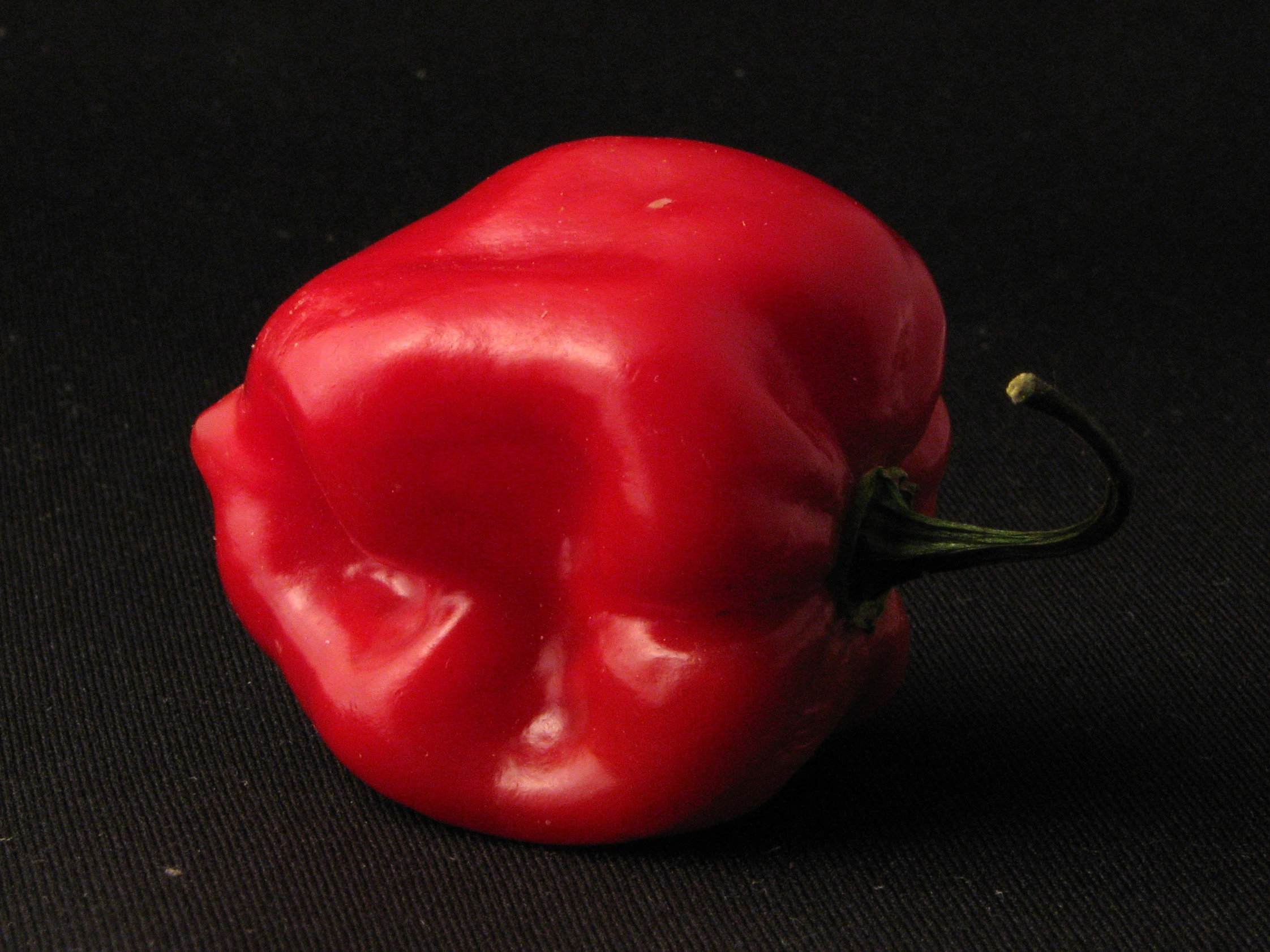
frutto di Habanero
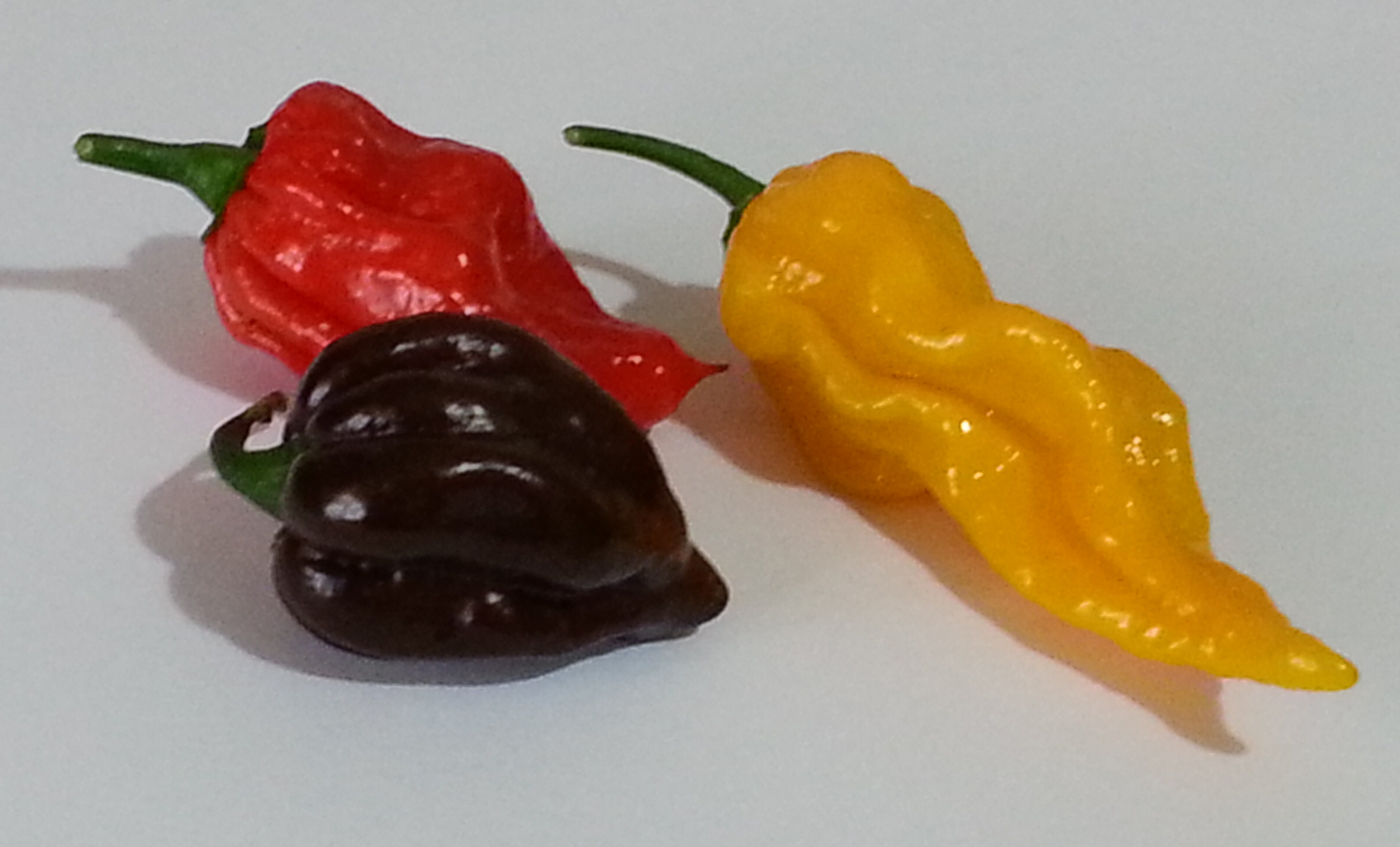
Colore del frutto di tre diverse cultivar

I più piccanti al mondo

Sotto i due peperoncini più piccanti al mondo: il Carolina Reaper (noto anche col nome di HP22B), record ufficiale nel Guinness dei primati con una piccantezza media di 1,569,300 unità della Scala di Scoville, e il Trinidad Moruga Scorpion, ex-detentore del record con una piccantezza media attorno agli 1,2 milioni di unità Scoville. Altri concorrenti sono il Bhut Jolokia e l'Habanero Red Savina. Riportiamo, per confronto, il più piccante non chinense, il piri piri africano (C. frutescens). Il rocoto, o locoto (C. pubescens), si situa intorno alle 50.000 - 100.000 unità della Scala di Scoville (o Scala Scoville) della piccantezza, ma data la particolare composizione in capsaicinoidi, molti lo ritengono più piccante dell'habanero.
|  |  |  |

## Coltivazione
C. chinense richiede molto calcio, che può essere aggiunto tramite farina d'ossa o equivalente. Quando la pianta ferma la crescita e le nuove foglie avvizziscono, è un indizio della carenza di calcio. Come tutte le specie di capsicum, l'eccesso di azoto nel terreno causa l'assenza di fiori e quindi di frutti nella pianta. Essendo la specie più tropicale richiede un maggior tempo di germinazione e notti al di sopra dei 15 °C per la crescita e la maturazione dei frutti. Il tempo di germinazione può essere ridotto riscaldando a 30-35 °C il terriccio di germinazione, sia in cassone caldo che in appositi germinatoi, e con una corretta concimazione.

## Piccantezza
La variabilità del contenuto in capsaicina, e quindi di piccantezza, all'interno di C. chinense varia da zero a più di 900.000 unità di Scoville, anche se la maggior parte si situa tra 80.000 e 150.000 SU. Sotto riportiamo una tabella delle principali varietà e cultivar. 
| Varietà                                | Tipo di frutto          | Nome scientifico                           | Unità di Scoville                          |
| Bhut Jolokia, Naga Morich, Dorset Naga | conico, 3 – 4 cm        | C. chinense forse C. chin. × C. frutescens | 876.000 - 1.000.000 (Guinness dei primati) |
| Habanero Red Savina                    | lanterna                | C. chinense Jacq. cv 'Red Savina'          | 200.000 - 577.000                          |
| Scotch Bonnet                          | lanterna schiacciata    | C. Chinense Jacq. cv 'Scotch bonnet'       | 200.000 - 300.000                          |
| Dàtil                                  | conico lungo            | C. chinense                                | 30.000 - 50.000                            |
| Aji Panca                              | conico, lungo           | C. chinense                                | 15.000 - 30.000                            |
| Aji Dulce                              | Allungato, tondeggiante | C. Chinense                                | 0 - 500                                    |